# Boris at Last –Feedbacker–
Boris at Last –Feedbacker– (o simplemente Feedbacker) es el sexto álbum de estudio del trío japonés Boris. Fue editado el 25 de enero de 2003 por el sello Diwphalanx Records.

## Lista de canciones
Todas las letras escritas por Boris.
| N.º | Título       | Duración |  |
| 1.  | «Feedbacker» | 42:28    |  |

Nota: Algunas ediciones del álbum contienen "Feedbacker" dividida en cinco pistas.

## Créditos
| - Takeshi – voz, bajo, guitarra - Wata – guitarra, eco - Atsuo – batería, voz | - Grabado, mezclado y masterizado por Souichirou Nakamura. - Asistencia de grabación por Higasayama Kunihito. - Diseño por FangsAnalSatan. - Fotografía por Eri Shibata. |